# Violeta Parra
Pour les articles homonymes, voir Parra (homonymie).
Violeta del Carmen Parra Sandoval (4 octobre 1917 - 5 février 1967), connue sous le nom de Violeta Parra, est une artiste chilienne engagée qui a remis à l'honneur la musique populaire et traditionnelle de son pays et l'a fait connaître au-delà des frontières du Chili. 

## Biographie

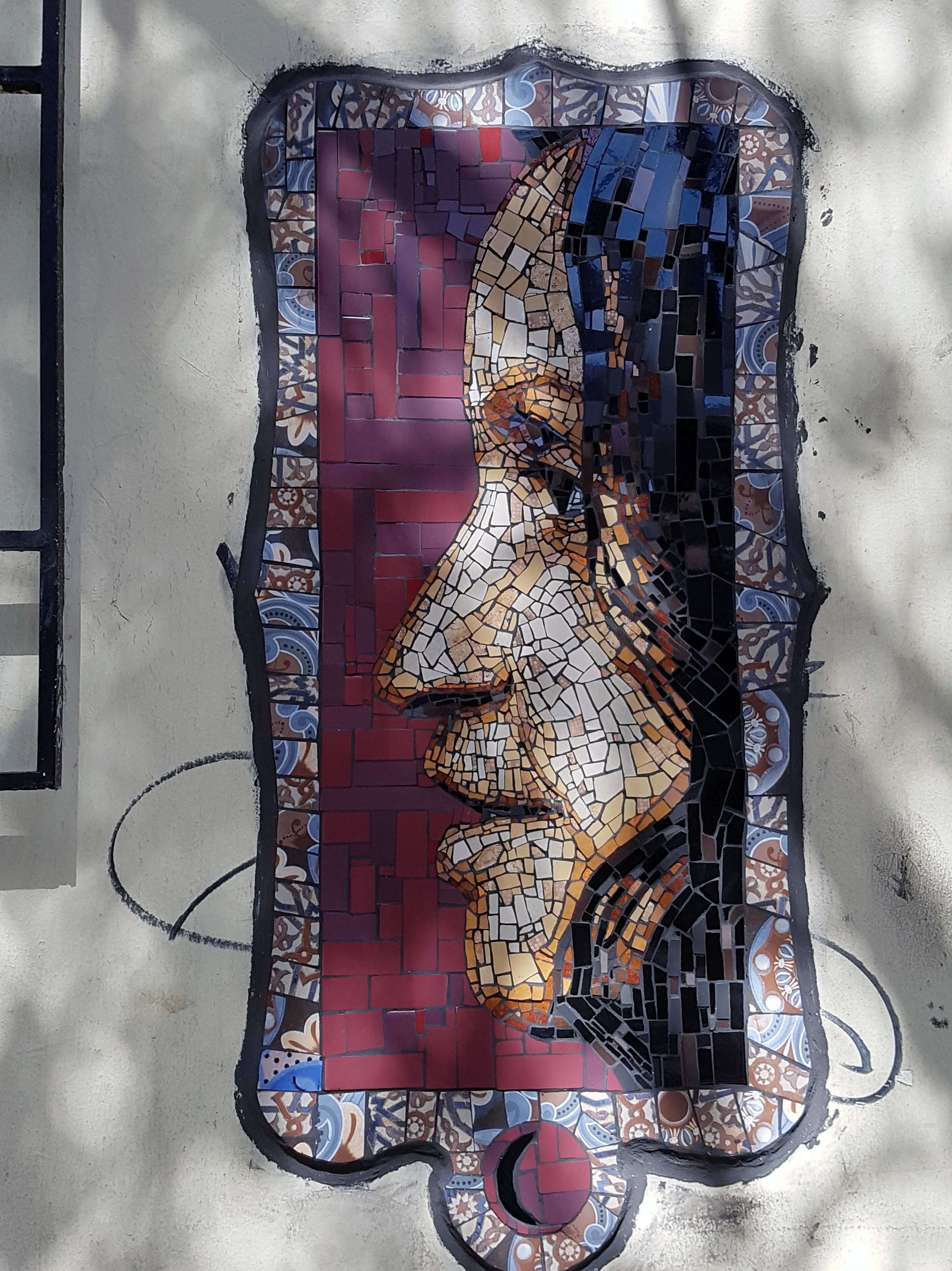
Mosaïque représentant Violeta Parra à Santiago du Chili.

Violeta Parra est née à San Carlos, dans la région de Chillán, au sud du Chili, d'un père professeur de musique, et d'une mère paysanne, qui joue de la guitare et chante. 
À neuf ans, elle commence à s'intéresser à la guitare et au chant, et compose ses premières chansons à l'âge de douze ans. Elle fait des études de professeur à l’École normale de Santiago du Chili, et simultanément, commence à se produire dans de petites salles.
En 1938, elle épouse Luis Cereceda, dont elle a deux enfants : Isabel Parra et Ángel Parra, qui s'orienteront plus tard eux aussi vers une carrière musicale et artistique. Violeta se sépare de son époux en 1948.
Elle se remarie plus tard avec Luis Arce avec qui elle a deux filles : Carmen Luisa et Rosita Clara.
À partir de 1952, conseillée par son frère Nicanor Parra, elle parcourt le Chili en enregistrant et notant les chansons folkloriques et traditionnelles de son pays. Ce voyage lui fait en même temps prendre conscience de la richesse musicale du Chili.
Elle compose des chansons, réalise des tapisseries et des sculptures avec « ce qu'elle peut trouver », au hasard de son humeur créatrice.
En 1954, Violeta Parra est invitée en Pologne avec ses enfants Isabel et Ángel, visite avec eux l'Union Soviétique et l'Europe. Elle s'établit durant deux ans en France, où elle enregistre ses premiers disques de musique traditionnelle, et de compositions personnelles (dont deux chansons interprétées en français). Durant ce voyage, elle apprend la mort de sa fille Rosita Clara, décédée 28 jours après son départ.
Elle rencontre des artistes et des intellectuels européens, puis retourne au Chili, où elle expose un peu plus tard ses tapisseries.
En 1960, elle rencontre l'anthropologue et musicien suisse Gilbert Favre, qui devient l'amour de sa vie, et à qui elle dédiera certaines de ses chansons d'amour les plus connues (Gracias a la vida, Corazón maldito, El gavilán, gavilán, Qué he sacado con quererte, entre autres).
En 1961, elle démarre une tournée avec ses enfants Isabel et Ángel, en Finlande, en URSS, Allemagne, Italie et France, et elle s'installe à Paris pour trois ans où elle enregistre avec Isabel et Ángel Parra l'album Un río de sangre pour le label Arion. Elle se produit avec Isabel et Ángel dans des salles du Quartier latin, et passe quelquefois dans des programmes de radio. Elle expose ses tapisseries en 1964 au Pavillon de Marsan, et devient la première sud-américaine à exposer individuellement ses œuvres au Musée du Louvre.
Elle séjourne à Genève entre 1963 et 1965, avec Gilbert Favre, et voyage en Suisse. Ils mènent une « vie de bohème », voisinant quantité d’artistes de passage. Ses tapisseries font l’objet d’une exposition improvisée à l’université de Genève. Sa fille Carmen-Luisa et sa petite-fille Tita (Cristina) habitent à Onex,.
Retournée au Chili, elle installe un grand chapiteau dans les faubourgs de Santiago. Elle veut en faire un Centre des arts, soutenue par ses enfants et d'autres artistes comme Patricio Manns, Rolando Alarcón et Víctor Jara, mais sans parvenir à motiver ou intéresser le grand public. Elle enregistre de nouveaux disques, voyage en Bolivie en 1966, donne une série de concerts au Sud du Chili, puis retourne à Santiago pour continuer son travail artistique au Centre des arts, où elle écrira ses dernières chansons.
Sa relation avec Gilbert Favre, qui part en Bolivie en 1966 (où il sera cofondateur du groupe musical Los Jairas), se termine ; ce drame personnel lui inspire une de ses chansons les plus connues, Run Run Se Fue Pa'l Norte.
Elle revient alors au Chili, où elle enregistre ce qui sera son dernier disque, également dédié à Gilbert Favre, avec de nombreuses compositions connues : Gracias a la vida, Volver a los 17, Rin del Angelito, Pupila de Águila, Cantores que reflexionan et El Albertío.
Le 5 février 1967, à quarante-neuf ans, et après plusieurs tentatives ratées, Violeta Parra met fin à ses jours au revolver dans les faubourgs de Santiago.

### Liens familiaux
Violeta Parra est la tante de l'artiste Catalina Parra.

## Postérité

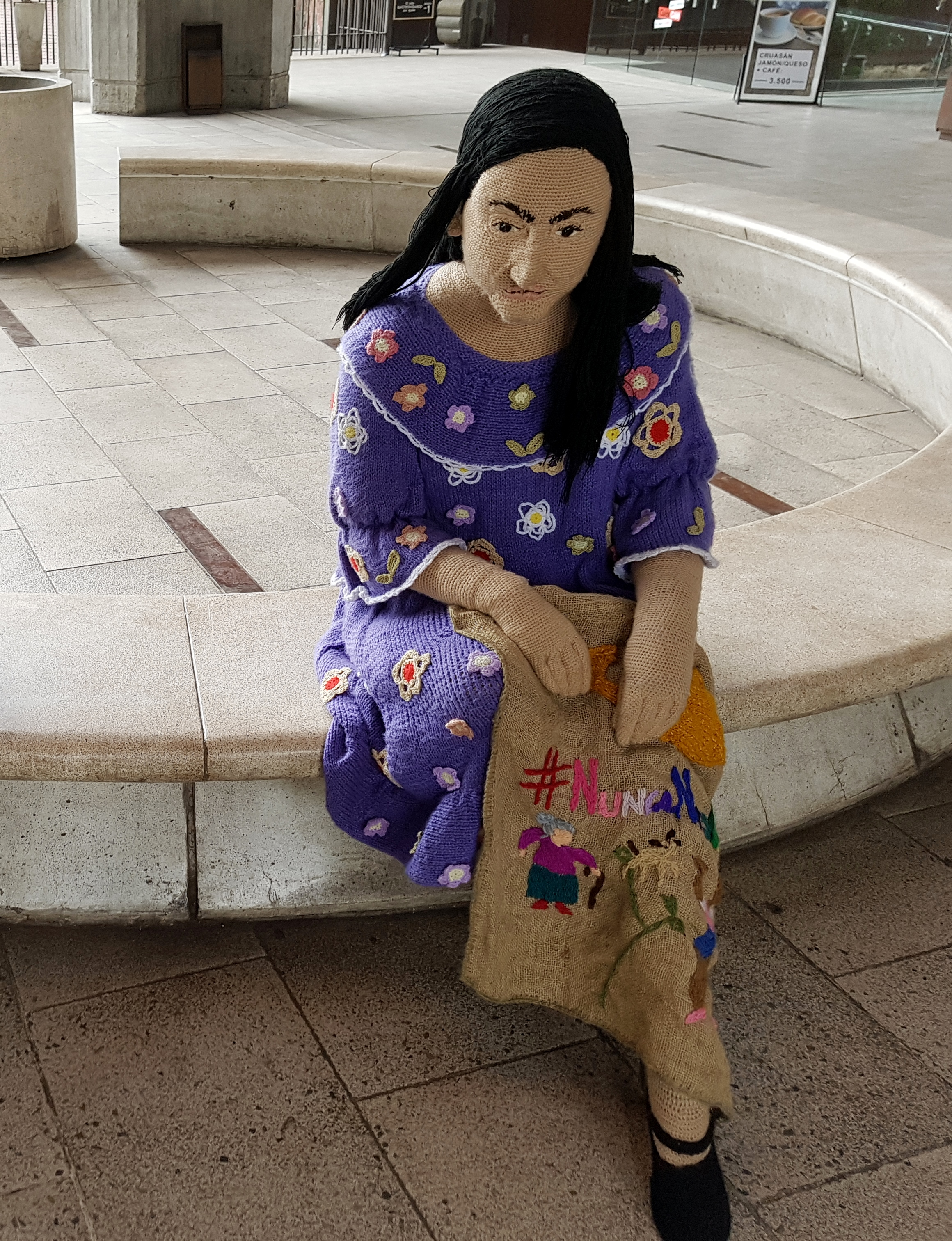
Statue de Violeta Parra à Santiago du Chili.

Sa chanson la plus connue est Gracias a la vida (« Merci à la vie »), popularisée dans le monde par Joan Baez, María Dolores Pradera, U2, Mercedes Sosa, Elis Regina, Colette Magny et María Farantoúri (grande chanteuse grecque, dirigée par Mikis Theodorakis), Florent Pagny (dans son album Baryton. Gracias a la vida), etc.
En 2011, le Chilien Andrés Wood réalise un film sur la vie de Violeta Parra, Violeta se fue a los cielos, d'après le roman éponyme de son fils Ángel Parra.
En 2017, Lula Pena la chante dans son troisième album, Archivo Pittoresco.
Une plaque est inaugurée en 2017 à Genève sur le lieu où elle a vécu, en présence des autorités et de la présidente chilienne Michelle Bachelet.
En 2019 à Genève l'association l'Escouade dans le cadre du projet 100elles renomme temporairement une rue à son nom.

## Fondation Violeta Parra
Une fondation lui a été  dédiée en juillet 1991. Actuellement présidée par sa fille Isabel Parra, elle a pour objet de réunir et organiser la mémoire et l'œuvre de Violeta Parra.

## Discographie
- El caleuche, Judas
- El buen consejo, entrégame la cabulla
- Qué rica cena, La cueca del payaso
- A mi casa llega un gato, Ciento cincuenta pesos
- Es imposible, Luis ingrato
- Qué pena siente el alma, Verso por el fin del mundo
- Casamiento de negros, Verso por padecimiento
- Verso por matrimonio, La Juana Rosa
- El palomo, Verso por ponderación
- Verso por despedida a Gabriela, Verso por el padecimiento de Gabriela
- El joven Sergio, Canto a lo divino, Anticueca Nº 1, Anticueca Nº 2, Tres palabras, Travesuras
- Ven acá, regalo mío, En los altos de Colombia
- Camanchaca, El moscardón, Tocata y fuga, Galambito Temucano
- Aquí se acaba esta cueca, Ausencia, Miren como corre el agua, Versos por el Apocalipsis, Parabienes de novios, Casamiento de negros, Dicen que el ají maúro
- La refalosa, Paimiti, El palomo, Viva Dios, Viva la virgen, Cantos a lo divino, Meriana
- Violeta Parra Vol. I
- Violeta Parra Vol. II
- Cantos de Chile
- Violeta ausente
- Viola chilensis
- La jardinera
- Cantos campesinos
- El hombre con su razón
- Décimas y centésimas
- Las últimas composiciones de Violeta Parra
- Las alturas
- 20 grandes éxitos
- Folklore de Chile Vol. 3
- Folklore de Chile Vol. 4
- Folklore de Chile Vol. 5
- El folklore y la pasión
- Canto y guitarra
- Un río de sangre

### Radio
- « Violeta Parra, figure de la nouvelle chanson chilienne » sur francemusique.fr